# Black Press
Black Press Group Ltd. ist ein kanadischer – und im Privatbesitz befindlicher – Verlag, der bekannte Tageszeitungen in Hawaii und Ohio in den Vereinigten Staaten, sowie eine Anzahl von nicht täglich erscheinenden Zeitungen in Alberta und British Columbia in Kanada und im US-Bundesstaat Washington herausgibt. Black Press hat seinen Firmensitz in Victoria, British Columbia.
Er wird derzeit vom David Holmes Black (es besteht keine Verwandtschaft mit dem in Kanada geborenen Medien-Mogul Conrad Black) verwaltet, der auch Mehrheits-Anteilseigner des Unternehmens ist. 20 % des Unternehmens gehören Torstar, der den Toronto Star herausgibt und ein ehemaliger Mitarbeiter von David Black war.

## Geschichte
Nachdem David Holmes Black zunächst als „junior business analyst“ für den Toronto Star gearbeitet hatte, erwarb er von seinem Vater Alan im Jahr 1975 die Williams Lake Tribune in Williams Lake, British Columbia. Er kaufte dann 1979 eine von einem Familienbetrieb geführte Zeitung in der Nähe von Ashcroft. In den folgenden Jahren weiteten sich seine Besitzanteile exponentiell aus. Obwohl sich Black Press bei ihren Akquisitionen hauptsächlich darauf konzentriert hatte, ein Provinzweites Netzwerk von Lokalzeitungen in British Columbia zu errichten, und mit einem ähnlichen Vorgehen jenseits der Grenze im US-Bundesstaat Washington („Sound Publishing“) agierte, investierte die Firma auch in „individual marquee daily products“. Im Jahr 2000 kaufte Black Press die Zeitung Honolulu Star-Bulletin auf Hawaii (diese wurde später mit dem Konkurrenzblatt Honolulu Advertiser verschmolzen, das Black im Jahr 2010 kaufte). Im Jahr 2006 akquirierte das Unternehmen das Akron Beacon Journal, dem ehemaligen Flaggschiff von Knight Ridder im Nordosten von Ohio.
Am 27. Juni 2007 gab Black Press zunächst eine Übernahme für 405 Millionen $ des Unternehmens Osprey Media bekannt, wobei man sich in einem Bieterwettbewerb mit der Quebecor Media befand. Später jedoch gab Quebecor noch ein höheres Angebot ab, die so schließlich in den Besitz von Osprey gelangte.
Im Jahr 2011 war David Black einer von mehreren Altgedienten der Zeitungsbranche, die sich als Investoren zusammengeschlossen haben, um in die San Francisco Newspaper Company zu investieren. Ziel war es, das ehemalige Flaggschiff der Hearst Corporation The San Francisco Examiner zu kaufen, die gegenwärtig als kostenlose Tageszeitung täglich erscheint. Obwohl diese Transaktion als Kauf der Firma Black Press gemeldet wurde, beteiligte sich David Black zusätzlich als Privatinvestor, so dass seine Anteile als separat zu denen der Black Press zu betrachten sind.
Im Jahr 2013 kam es zwischen Black Press und der Firma Glacier Media Inc. zu einem Tauschgeschäft mit vier Lokalzeitungen in British Columbia. Dieses führte zur Einstellung der Abbotsford Times. Im Jahr 2014 handelte Black Press mit Glacier Media Inc. ein Geschäft aus, das im März 2015 wirksam wurde, in dem ein Dutzend Zeitungen in British Columbia getauscht werden, um so die Eigentumsverhältnisse konkurrierender Lokalzeitungen in Vancouver Island und dem Lower Mainland neu zu ordnen. Black Press erhielt die Zeitungen Harbour City Star, Cowichan Citizen, Parksville Oceanside Star, Tofino/Ucluelet Westerly News, Comox Valley Echo, Campbell River Courier, Surrey Now und Langley Advance.

## Tageszeitungen
Black Press besitzt drei überregionale Tageszeitungen in US-amerikanischen Metropolen sowie einige Tageszeitungen als Teil einer Lokalzeitungskette in Kanada und im Nordwesten der USA.

### Überregionale Tageszeitungen
- Akron Beacon Journal aus Akron, Ohio
- Honolulu Star-Advertiser aus Honolulu, Hawaii
- The Herald aus Everett, Washington

### Lokale Tageszeitungen
- Cranbrook Daily Townsman aus Cranbrook, British Columbia: Teil der BC Interior Division
- Kimberley Daily Bulletin aus Kimberley, British Columbia: Teil der BC Interior Division
- Peninsula Daily News aus Port Angeles, Washington: Teil der Sound Publishing
- Red Deer Advocate aus Red Deer, Alberta: Flaggschiff der Prairie Division
- Trail Daily Times aus Trail, British Columbia: Teil der BC Interior Division
- The Garden Island aus Lihue, Hawaii: Teil der Oʻahu Publications Incorporated
- Maple Ridge News, British Columbia

### Eingestellte Tageszeitungen
- Honolulu Advertiser: erworben im Februar 2010, vier Monate später verschmolzen mit dem Star-Advertiser[4]
- Honolulu Star-Bulletin: erworben 2001, 2010 verschmolzen mit dem Advertiser[4]
- King County Journal aus Kent, Washington: erworben im November 2006, zwei Wochen später eingestellt[5]
- Nelson Daily News aus Nelson, British Columbia: erworben im Juli 2010, zwei Wochen später eingestellt[6]
- Prince Rupert Daily News aus Prince Rupert, British Columbia: erworben im Juli 2010, zwei Wochen später eingestellt[6]

## Lokalzeitungen
Black Press ist der größte Zeitungsverleger in British Columbia sowie im US-Bundesstaat Washington. Das Unternehmen besitzt verschiedene Wochenzeitungen, die mit Tageszeitungen in Alberta und Hawaii verbunden sind.

### Alberta
Black Press gehört die Tageszeitung Red Deer Advocate und einige benachbarte Wochenzeitungen in Zentral-Alberta, in Ergänzung zu den unterschiedlichen Publikationen in den Bereichen des Tourismus und Lifestyle. Die Zeitungen der Black's Prairie Division sind: Bashaw Star, Castor Advance, Eckville Echo, Ponoka News, Red Deer Advocate, Red Deer Express, Rimbey Review, Stettler Independent, Sylvan Lake News.

### British Columbia
Blacks ursprüngliche Akquisition (Williams Lake Tribune) bildet den Kern der Gruppe BC Interior Division, die eine Auflage von insgesamt 320.552 Exemplaren  hat und deren Beteiligungen sich über eine Entfernung von 1.360 km ausdehnen, angefangen von Trail, nahe der Grenze zu Washington BC, bis nach Smithers nahe dem südlichen Zipfel von Alaska. Die Publikationen Grapes to Wine und Wine Trails in der Weinanbau-Region Okanagan Valley gehören ebenfalls zu dieser Gruppe. Es folgt eine Liste der Lokalzeitungen der Gruppe, die meisten von ihnen erscheinen zweimal wöchentlich, wöchentlich, weekly, alle zwei Wochen, alle drei Wochen. Es gibt aber auch drei kleine Tageszeitungen in Trail, Cranbrook und Kimberley:
- 100 Mile House Free Press
- Arrow Lakes News
- Ashcroft-Cache Creek Journal
- Barriere Star Journal
- Boundary Creek Times
- Burns Lake Lakes District News
- Caledonia Courier
- Cariboo Advisor
- Castlegar News
- Clearwater Times
- Coast Mountain News
- Cranbrook Daily Townsman
- Creston Valley Advance
- Eagle Valley News
- The Free Press
- Golden Star
- Grand Forks Gazette
- Houston Today
- Invermere Valley Echo
- Kamloops This Week
- Kelowna Capital News
- Keremeos Review
- Kimberley Daily Bulletin
- Kitimat Northern Sentinel
- Kootenay News Advertiser
- Lake Country Calendar
- Lakeshore News
- Merritt Herald
- Nelson Star
- The Northern View
- Penticton Western News
- Prince George Free Press
- Quesnel Cariboo Observer
- Revelstoke Times Review
- Rossland News
- Salmon Arm Observer
- Similkameen Spotlight
- Smithers Interior News
- Summerland Review
- Terrace Standard
- Trail Daily Times
- The Valley
- Vanderhoof Omineca Express
- Vernon Morning Star
- West Kootenay Advertiser
- Williams Lake Tribune

Die Publikationen der Blacks BC Lower Mainland Division haben insgesamt eine Auflage von 568.200 pro Woche in der Region Vancouver. Zu dieser Gruppen gehören auch der Chilliwack Progress, der im Jahr 1891 gegründet wurde und somit zu den ältesten Tageszeitungen Kanadas gehört, die unter demselben Namen herausgegeben wurde. Weiterhin gehören dazu die Lifestyle- und Immobilien-Magazine Indulge Magazine, New Home Living, New Local Home, North Shore Real Estate, und folgende Lokalzeiten:
- Abbotsford News
- Agassiz Harrison Observer
- Aldergrove Star
- Bowen Island Undercurrent
- Chilliwack Progress
- Chilliwack Times
- Cloverdale Reporter
- Hope Standard
- Langley Times
- Langley Advance
- Maple Ridge Times
- Maple Ridge-Pitt Meadows News
- Mission City Record
- The North Shore Outlook

Die BC Vancouver Island Division umfasst die wöchentlichen Unterhaltungsmagazine Where Magazine und Real Estate Victoria, beide decken den Bereich Victoria, British Columbia und Umgebung ab, sowohl die folgenden Lokalzeitungen (inklusive der Alberni Valley Times und der Nanaimo Daily News):
- Outlook North Vancouver
- Outlook West Vancouver
- Peace Arch News
- Richmond Review
- Surrey North Delta Leader
- Surrey Now
- WestEnder Vancouver

### Hawaii und Kalifornien
In Ergänzung zum Honolulu Star-Advertiser, der größten Tageszeitung in Hawaii, gibt Black Press’ Tochtergesellschaft Oahu Publishing Inc. auch eine Lokalzeitung heraus, die wöchentlich erscheinenden Unterhaltungsmagazine MidWeek und HILuxury, sowie die gedruckte Militärzeitung für die US-Basis in Hawaii heraus. O ahu Publishing übernahm im Jahr 2014 alle Anteile der San Francisco Media Company.
- The Garden Island
- Hawaii Army Weekly
- Hawaii Marine
- Hawaii Tribune-Herald
- Hoʻokele – Pearl Harbor-Hickam News
- Honolulu Star-Advertiser
- MidWeek
- The San Francisco Examiner
- SF Weekly
- West Hawaii Today

### Washington
Sound Publishing Inc., eine Tochtergesellschaft von Black Press mit Sitz in Everett, Washington, ist der auflagenstärkste Herausgeber von Lokalzeitungen im Bundesstaat Washington. Das Unternehmen hat Anteile an vier Tageszeitungen: The Herald, die Peninsula Daily News, die The Daily World sowie der Tacoma Daily Index, eine Regierungspublikation. Alle Sound Publishing-Produkte werden in der Zentraldruckerei Everett, Washington gedruckt. Die Lokalzeitungen der Sound Publishing sind:
King County und Pierce County
- Auburn Reporter
- Bellevue Reporter
- Bothell/Kenmore Reporter
- The Courier-Herald
- Covington, Maple Valley & Black Diamond Reporter
- Eastside Scene Magazine
- Federal Way Mirror
- Issaquah/Sammamish Reporter
- Kent Reporter
- Kirkland Reporter
- Mercer Island Reporter
- Redmond Reporter
- Renton Reporter
- Seattle Weekly
- Snoqualmie Valley Record
- Tukwila Reporter
- Tacoma Daily Index
- Vashon-Maury Island Beachcomber

Grays Harbor County
- The (Aberdeen) Daily World
- The Vidette
- North Coast News
- South Beach Bulletin

Okanogan County
- Okanogan Valley Gazette-Tribune

Olympic- und Kitsap-Halbinsel
- Bainbridge Island Review
- Bremerton Patriot
- Central Kitsap Reporter
- Kitsap Military Times
- Kingston Community News
- North Kitsap Herald
- Peninsula Daily News
- Port Orchard Independent
- Sequim Gazette
- Forks Forum

San Juan Islands
- Islands’ Sounder
- Islands’ Weekly
- Journal of the San Juan Islands

Snohomish County
- Arlington Times
- The Herald (Everett)
- Marysville Globe

Whidbey Island
- South Whidbey Record
- Whidbey Crosswind
- Whidbey Examiner
- Whidbey News-Times

## Online-Kleinanzeigenmärkte
Used.ca
Im Jahr 2007 erwarb Black Press Used.ca, einen kanadischen Online-Kleinanzeigenmarkt, der die populären Seiten Victoria, B.C., P.E.I, und Ottawa, ON betreibt.

## Kontroversen

### Die Nisga'a Treaty-Leitartikel
Im Jahr 1998 wies der Eigentümer David Black seine Zeitungen in British Columbia an, eine Serie von Leitartikeln zu publizieren, die sich gegen das Nisga’a Treaty wenden, einem der ersten modernen Abkommen in der Geschichte von British Columbia. Leitartikel, die sich für das Abkommen aussprachen, durften nicht veröffentlicht werden.
Im Januar 1999, legte die NDP-Regierung Beschwerde beim B.C. Press Council gegen Black Press ein. Die Policy des Verlages würde dahingehend eine Pflichtverletzung darstellen, da sie nicht im öffentlichen Interesse handeln würde und so gegen den Pressekodex verstoße. Black Press erwiderte, dass die Berichterstattung nicht betroffen gewesen wäre und die Redakteure frei gewesen wären, ihre Meinungen auf ihren Seiten zu veröffentlichen.
Der Presserat schloss sich der Argumentation von Press Council an und meinte, dass deren Zeitungen „faktisch die verschiedensten Meinungen zum Nisga’a Treaty veröffentlicht wurden, einschließlich der vom Ministerpräsidenten Glen Clark, dem Chef der Liberalen Gordon Campbell, dem Präsidenten der Reform Party Bill Vander Zalm, genauso wie die des einfachen Bürgers von British Columbia“.

### Die Anzeigenkunden-Affäre
Im August 2007 führte ein Artikel in den Victoria News zu einer Beschwerde von einem Anzeigenkunden und die wiederum zu der Entlassung bzw. Rücktritt von drei älteren Mitarbeitern der Black Press.
Der Victoria News-Journalist Brennan Clarke kündigte der Zeitung, nachdem er eine Story über den Verkauf billiger Autos in den USA geschrieben hatte, worauf eine Beschwerde des in Victoria ansässigen Autohändlers „Dave Wheaton Pontiac Buick GMC“ einging. Black Press behauptete, dass der Artikel nicht ausreichend gewichtet gewesen sei und dass die Reporter und Redakteure nicht mit ihren Geschichten die Werbeeinnahmen gefährden sollten, weil mit diesen Einnahmen ihre Gehälter gezahlt werden. Das Unternehmen feuerte auch den langjährigen Redakteur der Victoria News Keith Norbury, auch zum Teil aufgrund der Beschwerde, woraufhin der Regional-Redakteur der Black Press's Vancouver Island Newsgroup Brian Lepine seinerseits aus Protest kündigte.
Die kanadische Association of Journalists stellte daraufhin öffentlich die Glaubwürdigkeit und Unabhängigkeit der Victoria News in Frage und dass man sich fragen würde, wie viele Storys durch Black Press hinter den Kulissen aufgrund des Argumentes der Gefährdung der Werbeeinnahmen verhindert werden würden.